# Ağırnas, Melikgazi
Ağırnas là một xã thuộc quận Melikgazi, tỉnh Kayseri, Thổ Nhĩ Kỳ. Dân số thời điểm năm 2008 là 4.058 người.